# Perito nucleare
Il perito nucleare è una figura professionale specializzata nelle discipline tecniche e di laboratorio correlate all'energia nucleare.
Il percorso di studi, sviluppato nell'ambito dell'ordinamento scolastico italiano vigente sino alla riforma scolastica Gelmini con le successive equipollenze, si articolava in un biennio comune e un triennio di specializzazione. Il corso di studi è confluito nell'Istituto tecnico tecnologico a indirizzo meccanica, meccatronica ed energia.

## Profilo professionale
Il corso di perito industriale per l'energia nucleare fornisce nozioni per:
- eseguire misure di grandezze fisiche e chimiche in ambienti aperti e confinati collaborando all'attività di verifica e controllo;
- collaborare allo studio di metodi di prevenzione e/o protezione da agenti di rischio fisico e chimico;
- collaborare al miglioramento della sicurezza e alla tutela della salute dei lavoratori sul luogo di lavoro;
- contribuire alla realizzazione di interventi, con mezzi fisici e chimici, per il risanamento di situazioni di degrado ambientale e per il miglioramento della qualità della vita;
- collaborare alla valutazione di impatto ambientale;
- collaborare con l'esperto qualificato e il fisico sanitario;
- collaborare al controllo di qualità e alla manutenzione e gestione di strumentazione fisico-chimica nelle strutture medico-ospedaliere di prevenzione, diagnosi e cura.[3]

## Materie

### III anno
Religione o attività alternative; Lingua e lettere italiane; Storia; Lingua straniera; Matematica; Fisica applicata; Chimica bio-organica; Chimica ambientale; Sistemi e strumentazione; Educazione fisica.

### IV anno
Religione o attività alternative; Lingua e lettere italiane; Storia; Diritto ambientale, legislazione sociale ed economica; Lingua straniera; Matematica; Fisica ambientale; Fisica applicata; Chimica ambientale; Sistemi e strumentazione; Educazione fisica.

### V anno
Religione o attività alternative; Lingua e lettere italiane; Storia; Diritto ambientale, legislazione sociale ed economica; Lingua straniera; Matematica; Fisica ambientale; Fisica applicata; Chimica ambientale; Sistemi e strumentazione; Educazione fisica.